# Irga

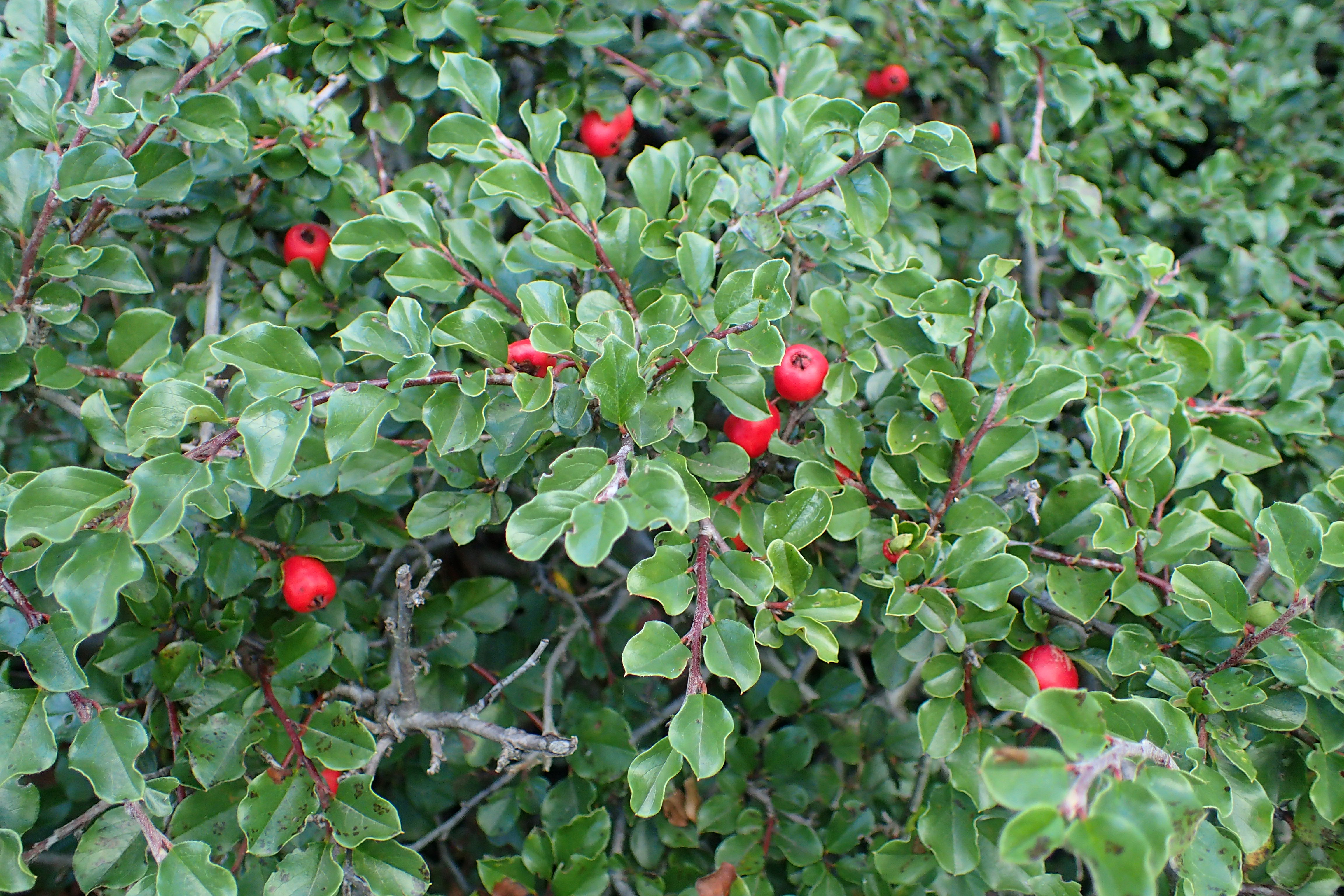
Cotoneaster apiculatus

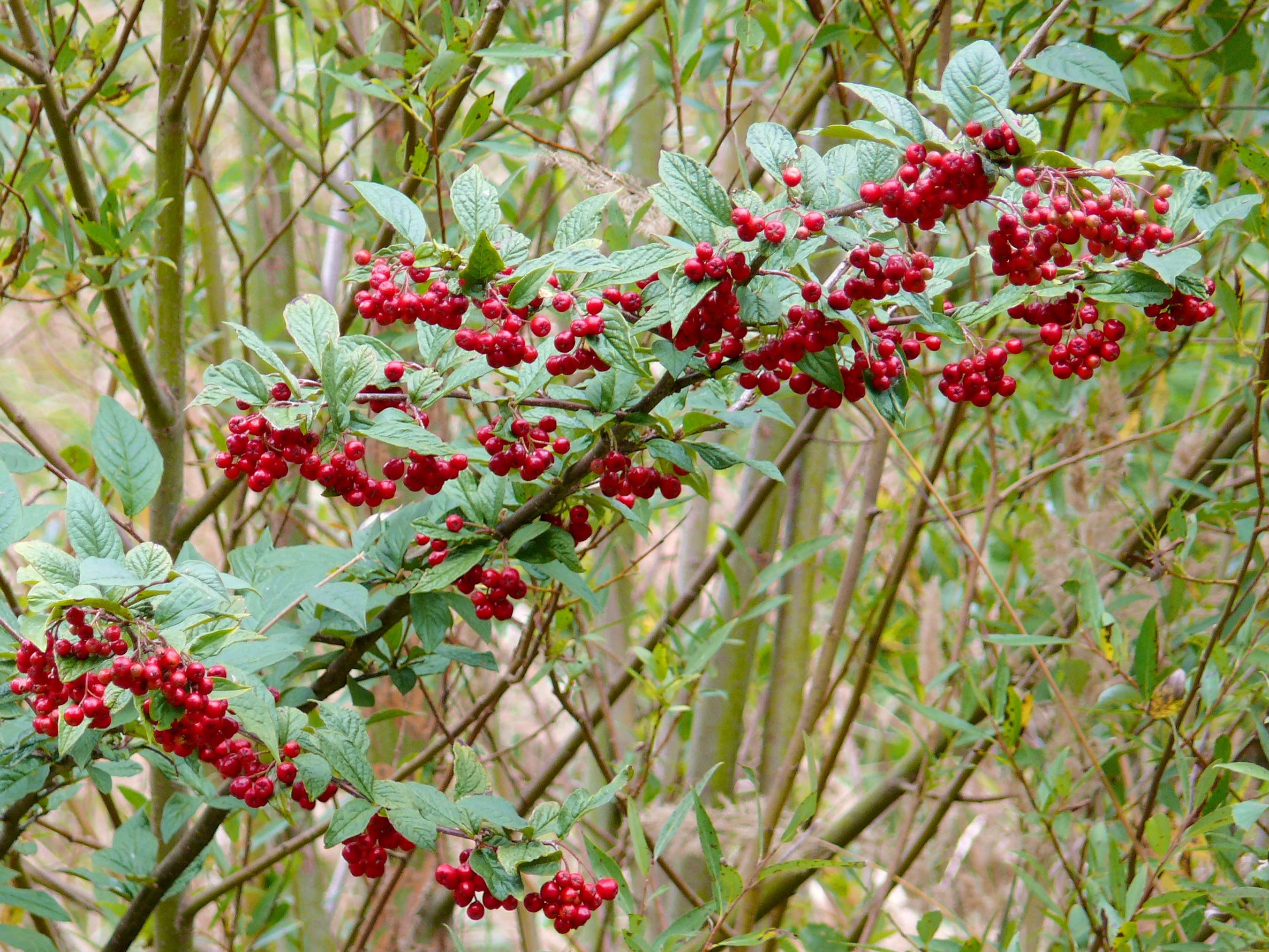
Cotoneaster bullatus

Irga (Cotoneaster Medik.) – rodzaj roślin z rodziny różowatych. W zależności od klasyfikacji wyróżnia się tu ok. 80–90 gatunków szeroko ujmowanych lub ok. 260 gatunków wąsko ujmowanych. W większości rosną one w Himalajach i zachodnich Chinach, ale zasięg rodzaju obejmuje niemal całą Eurazję (bez Japonii i części południowo-wschodniej) oraz północną Afrykę. W Polsce dziko rosną trzy gatunki rodzime: irga czarna C. niger, kutnerowata C. tomentosus i zwyczajna C. integerrimus. Irga rozkrzewiona C. divaricatus i irga błyszcząca C. lucidus zostały introdukowane i są już zadomowione w Polsce, a bardzo liczne inne gatunki są uprawiane.
Większość irg rośnie na obszarach górskich, choć niezbyt często powyżej 2000 m n.p.m. Rosną zwykle na terenach skalistych, w wąwozach, na polanach górskich lasów, z reguły nie rozwijając się w miejscach silnie zacienionych. Bardzo liczne gatunki uprawiane są jako rośliny dekoracyjne ze względu na intensywną barwę owoców i przebarwiających się jesienią liści, czasem też pokrój i obfite kwitnienie. Cenione są także z powodu małych wymagań glebowych. Są też roślinami miododajnymi.

## Morfologia

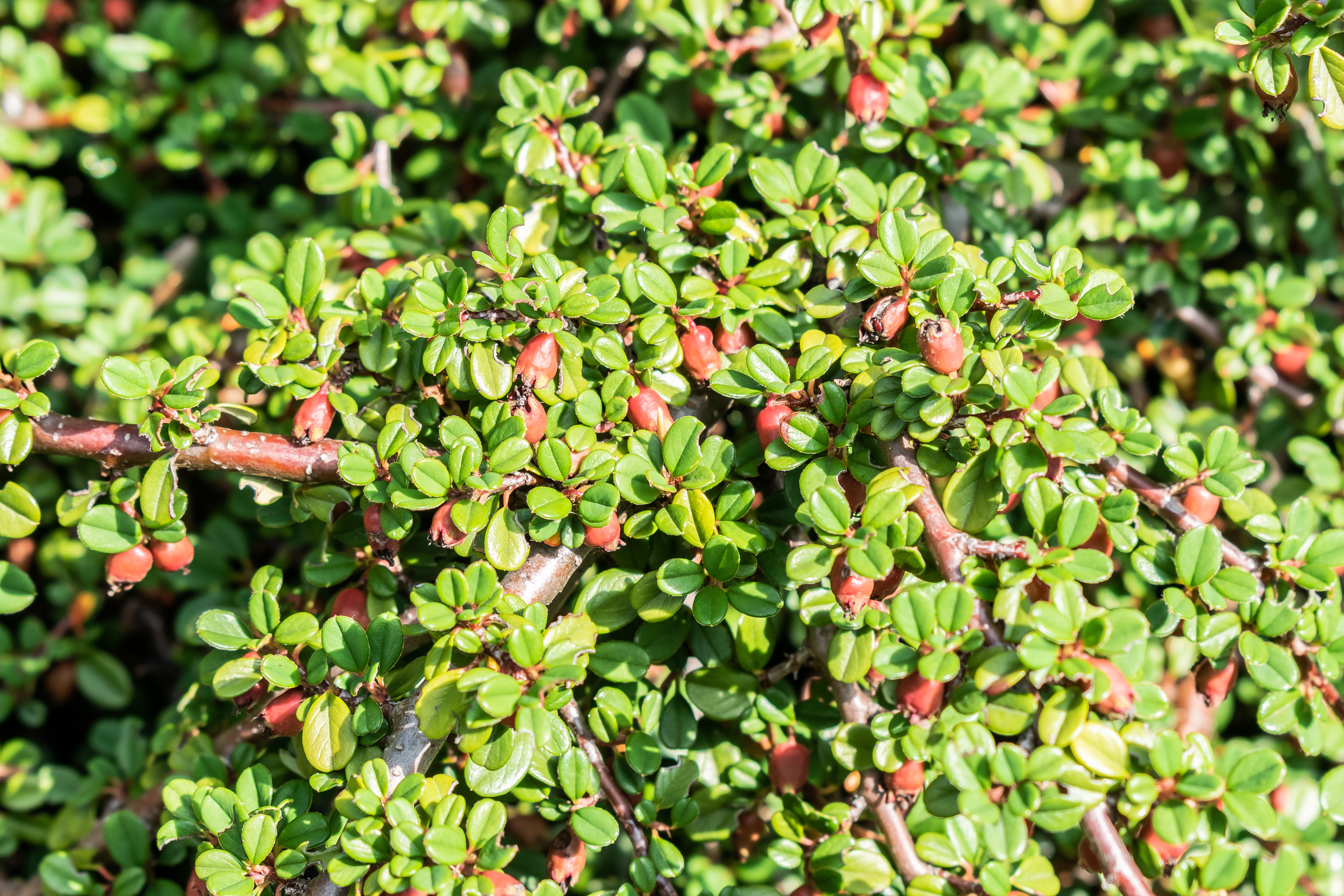
Cotoneaster congestus

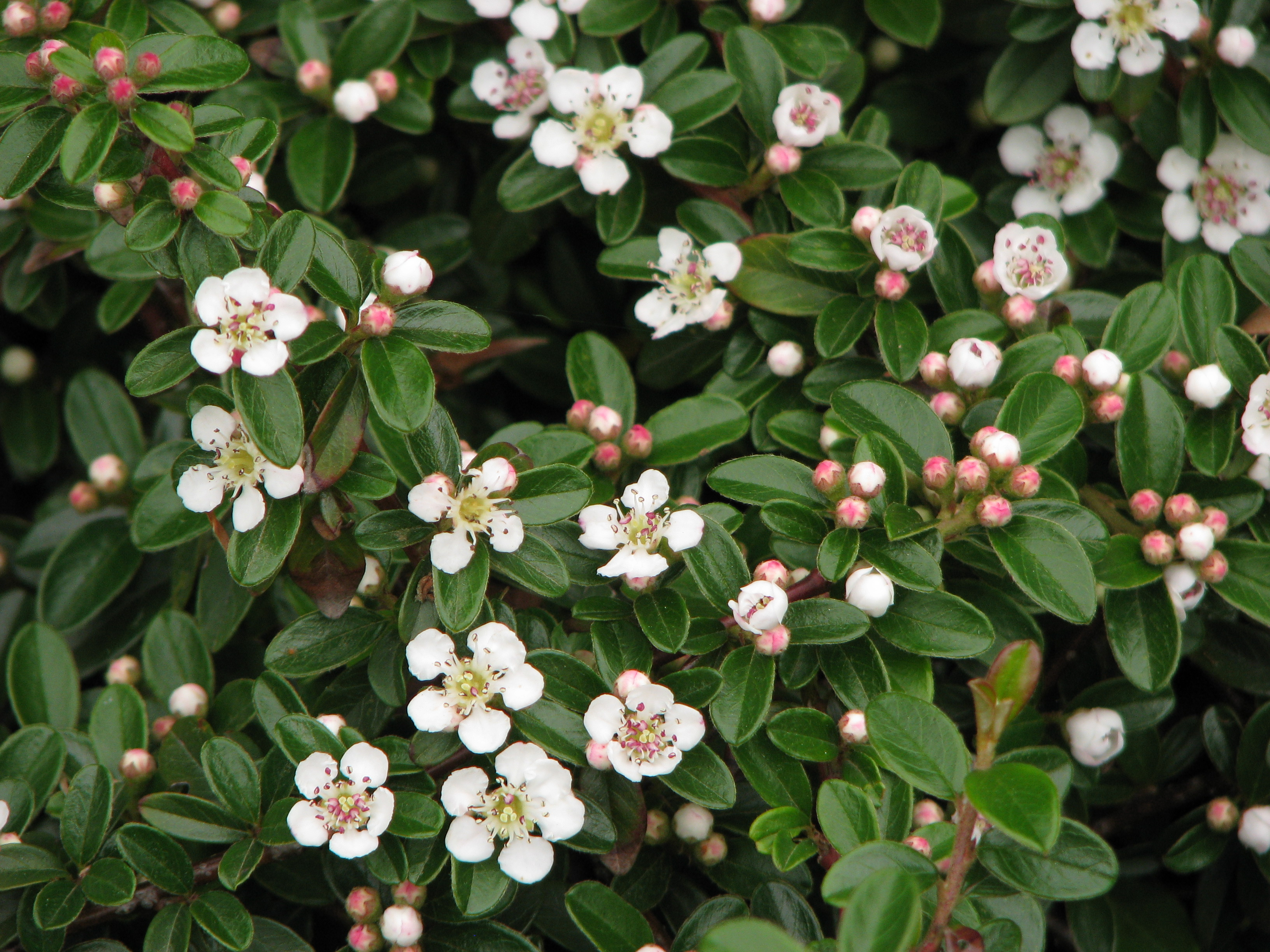
Cotoneaster dammeri

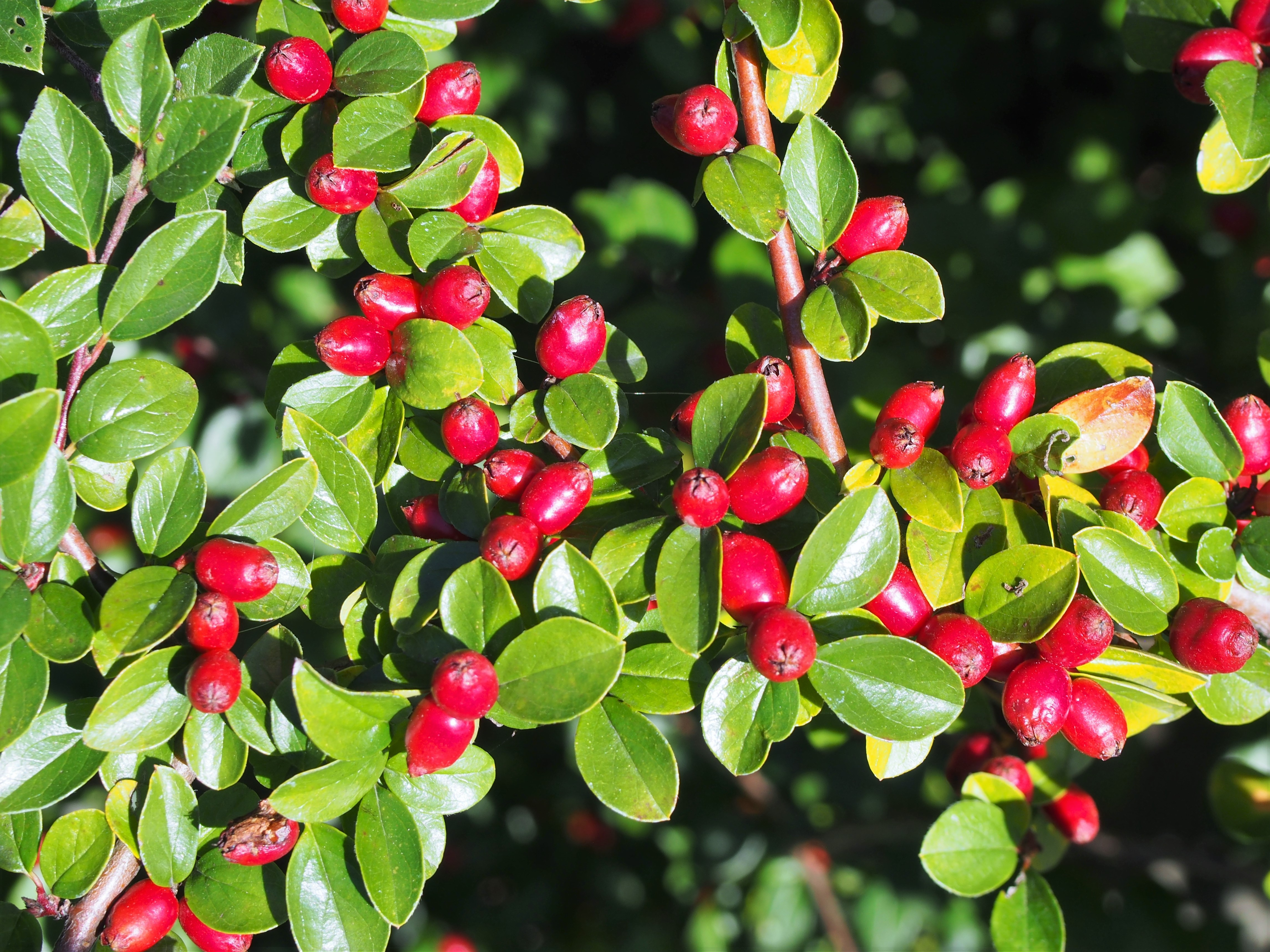
Cotoneaster divaricatus

PokrójKrzewy osiągające do 5 m wysokości, o pędach wyprostowanych, rozpostartych i płożących, często zakorzeniających się. Pędy są zaokrąglone na przekroju, rzadko kanciaste, zawsze bezbronne (bez cierni). Często zabarwione są czerwonobrązowo lub nawet purpurowoczarno, rzadziej są zielonkawe i tylko w miejscach nasłonecznionych zaczerwienione. Młode pędy zwykle są owłosione, starsze są nagie. U niektórych gatunków rozgałęzienia pędów są charakterystyczne – regularnie i płasko dwustronnie odchodzące po bokach. Występują krótko- i długopędy.
LiścieSkrętoległe, zimozielone lub sezonowe, pojedyncze, krótkoogonkowe i wsparte drobnymi, wąskimi, odpadającymi przylistkami. Blaszka liściowa zawsze całobrzega, kształtu eliptycznego jajowatego do zaokrąglonego, rzadziej lancetowata. Na końcu zaostrzona lub tępa do zaokrąglonej, rzadko bywa wycięta, często zaś z osadzoną na szczycie ostką. Blaszka u różnych gatunków jest naga lub owłosiona, matowa lub błyszcząca, płaska lub podwinięta, gładka lub pomarszczona. Często liście na krótko- i długopędach są odmienne pod względem kształtu i wielkości.
KwiatyObupłciowe, drobne, zwykle do 1 cm średnicy, rzadko do 1,5 cm. Skupione są po kilka do kilkudziesięciu w kwiatostany wierzchotkowe i baldachogrona, czasem skupione są w pęczki lub wyrastają pojedynczo. Działek kielicha jest 5, są one trwałe, trójkątne i zwykle krótkie. Płatków korony jest 5, wzniesionych lub rozpostartych, białych, różowych lub czerwonych, o kształcie odwrotnie jajowatym lub okrągłym i szczycie zaokrąglonym lub czasem postrzępionym. Pręcików jest 10–20, o nitkach i pylnikach barwy białej, żółtej, różowej lub purpurowej. Zalążnia jest dolna lub wpół dolna, powstaje z 2–5 owocolistków i ma odpowiadającą im liczbę komór i szyjek słupków. W każdej komorze rozwijają się dwa zalążki.
OwocePozorne określane mianem głogowatych – ich mączysta nibyowocnia powstaje z mięśniejącego dna kwiatowego, otaczającego właściwe owoce – bardzo twarde, jednonasienne orzeszki – zwane często „nasionami” lub „pestkami”. Orzeszków jest zwykle od 1 do 5. Całe owoce pozorne osiągają 5–15 mm długości i mają kształt od kulistego poprzez jajowaty, elipsoidalny do walcowatego. Po dojrzeniu owoce najczęściej są czerwone, czasem czarne lub pomarańczowe.

## Systematyka
Pozycja systematyczna

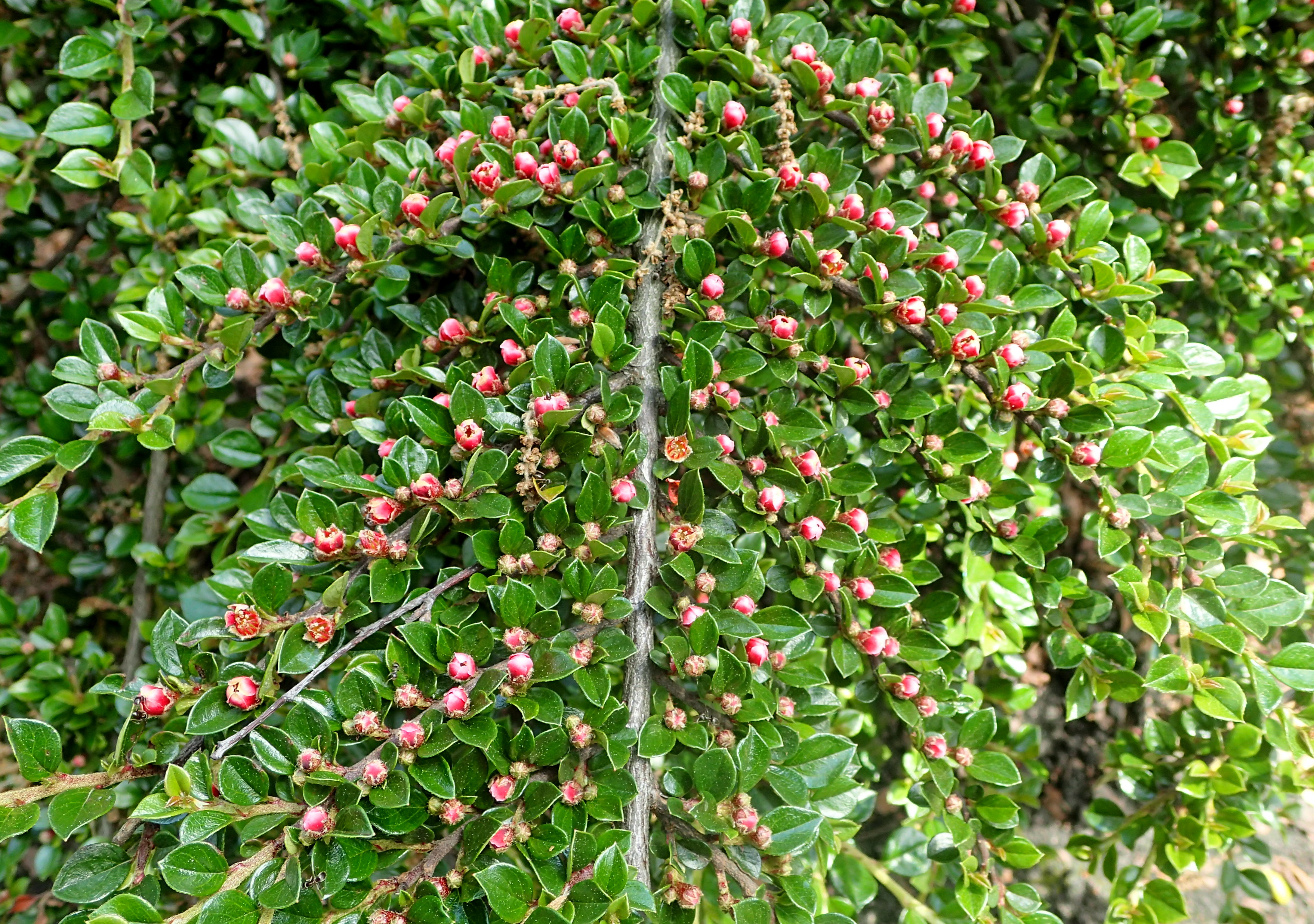
Cotoneaster horizontalis

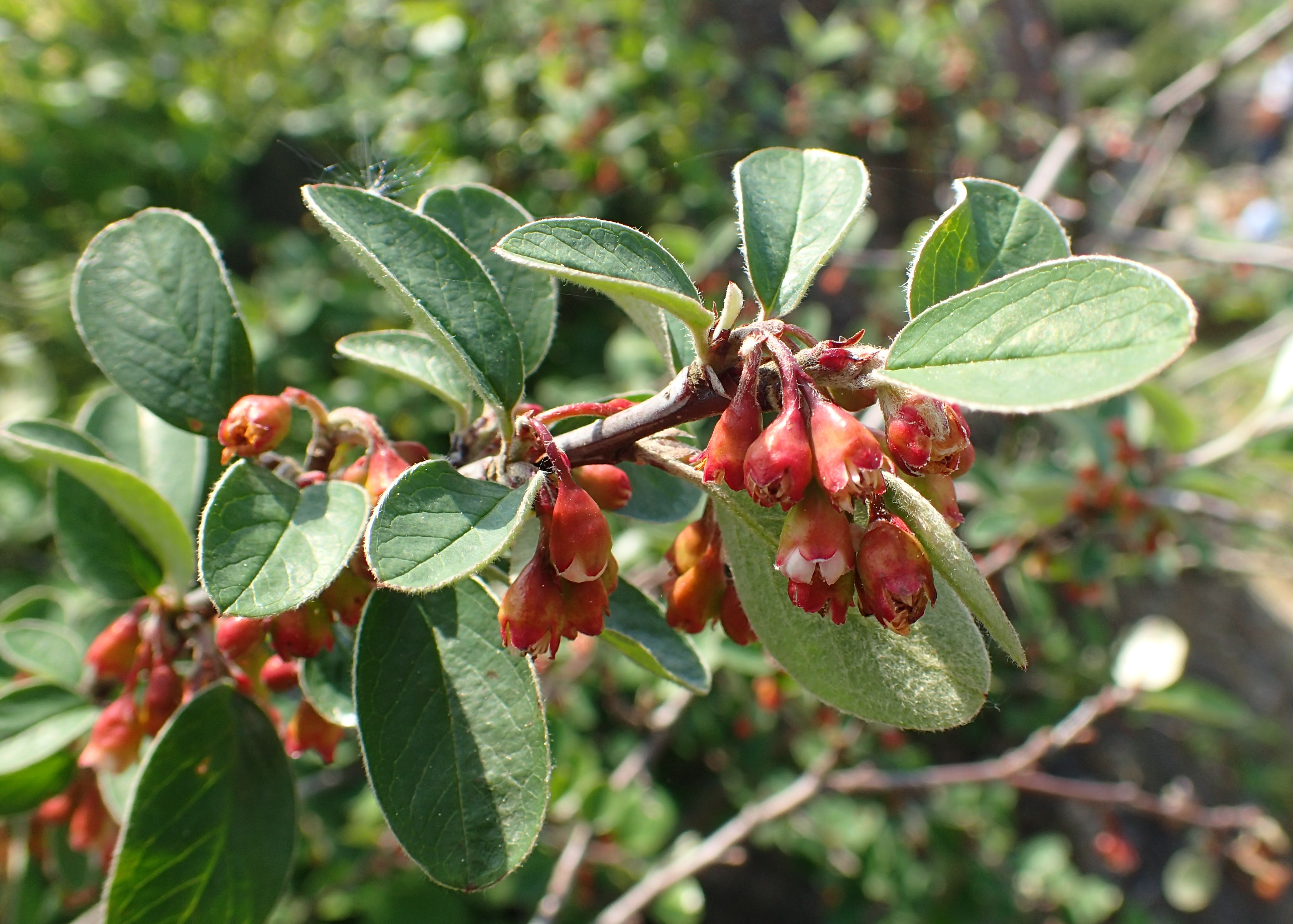
Cotoneaster integerrimus

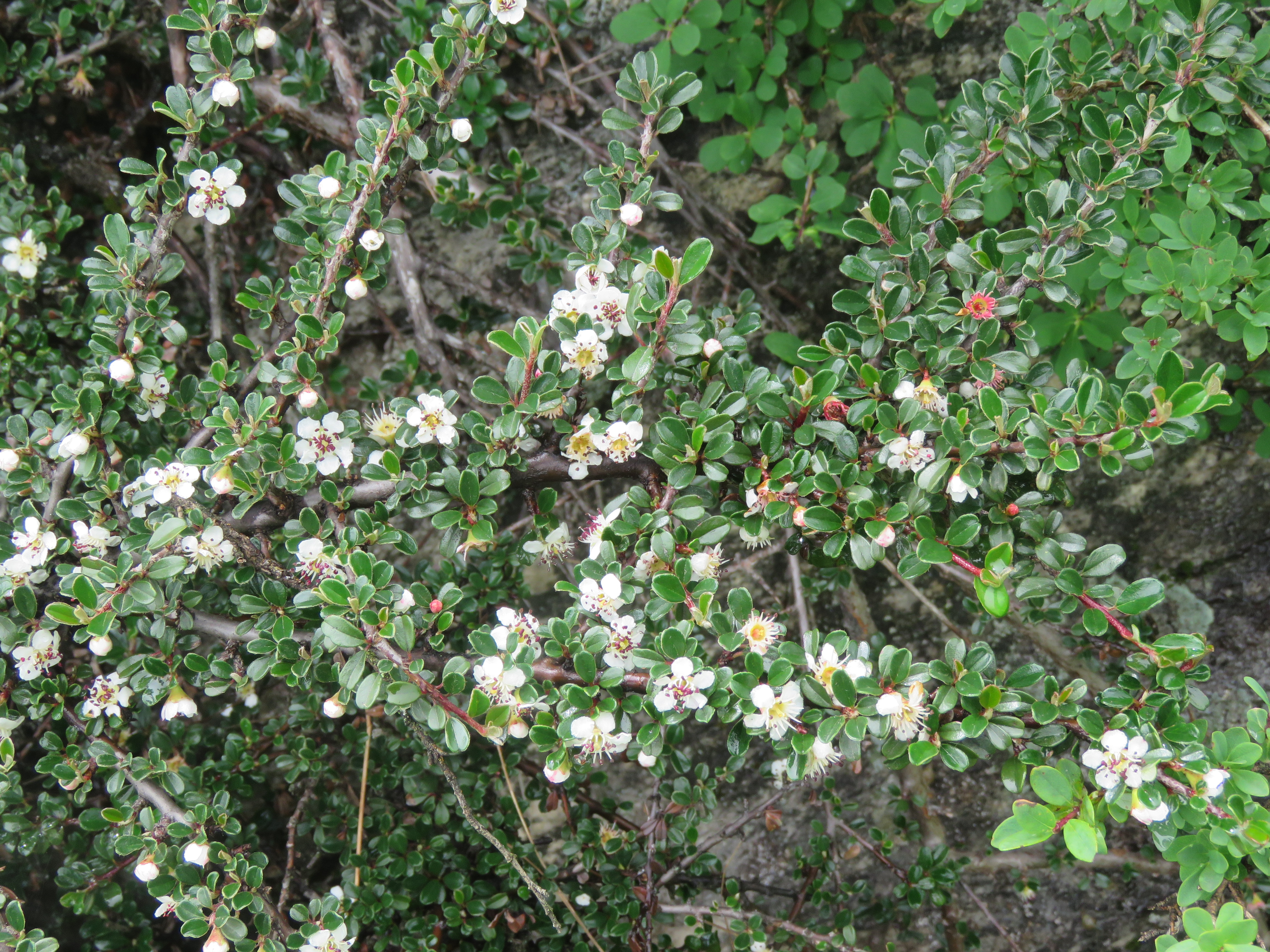
Cotoneaster microphyllus

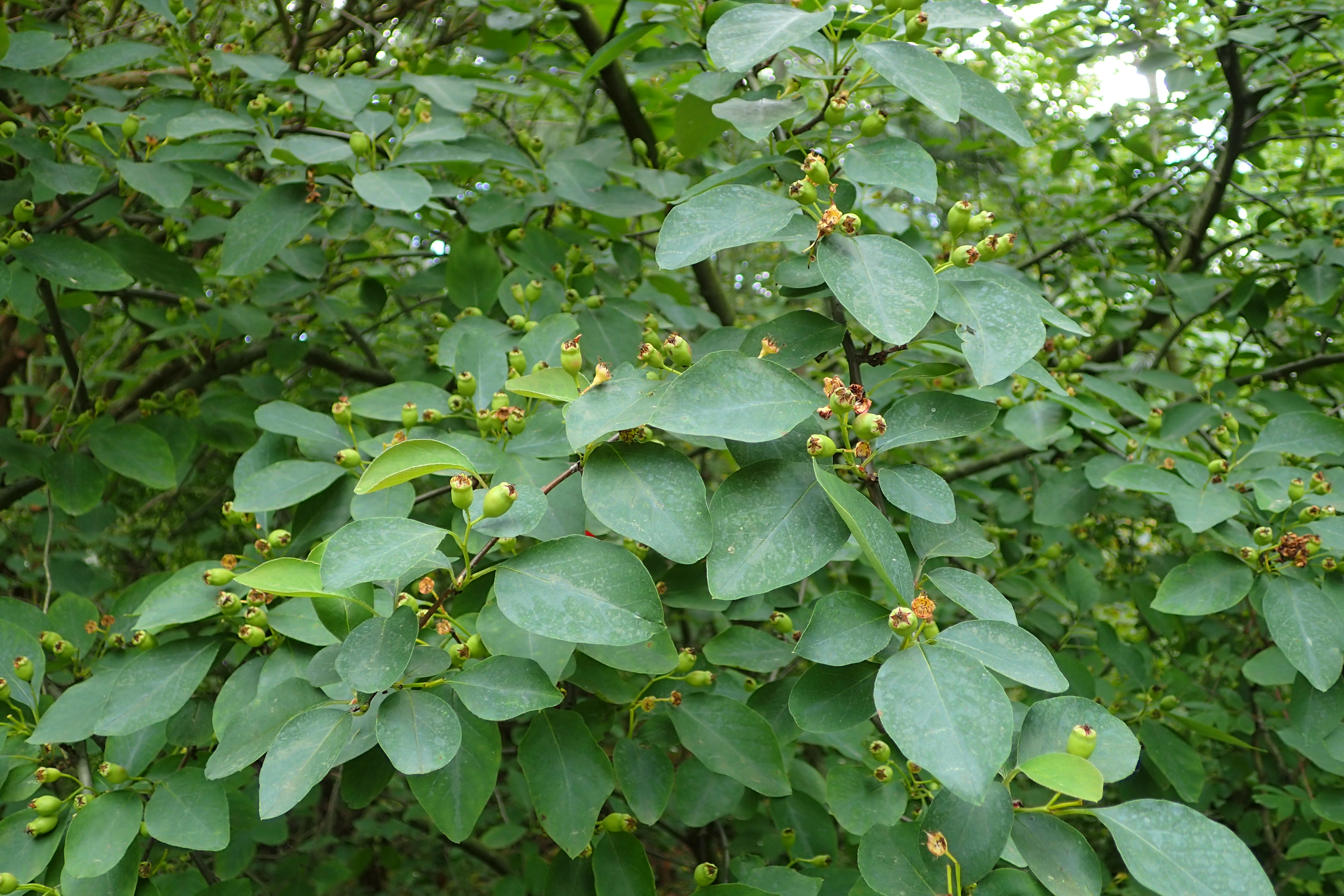
Cotoneaster zabelii

Rodzaj z plemienia Pyreae, podrodziny Spiraeoideae (dawniej Pomoideae) z rodziny różowatych Rosaceae lub (w innym ujęciu) do podplemienia Malinae, plemienia Maleae, podrodziny Amygdaloideae w tej samej rodzinie.
Wykaz gatunków
- Cotoneaster acuminatus Lindl.
- Cotoneaster acutifolius Turcz. – irga błyszcząca, i. ostrolistna
- Cotoneaster adpressus Bois – irga położona
- Cotoneaster affinis Lindl. – irga pokrewna
- Cotoneaster aitchisonii C.K.Schneid.
- Cotoneaster alashanensis J.Fryer & B.Hylmö
- Cotoneaster alatavicus Popov
- Cotoneaster alaunicus Golitsin
- Cotoneaster albokermesinus J.Fryer & B.Hylmö
- Cotoneaster allochrous Pojark.
- Cotoneaster altaicus G.Klotz ex J.Fryer & B.Hylmö
- Cotoneaster ambiguus Rehder & E.H.Wilson – irga zmienna
- Cotoneaster anatolii Teimurov & Taisumov
- Cotoneaster antoninae Juz.
- Cotoneaster apiculatus Rehder & E.H.Wilson – irga szpiczasta, i. spiczasta
- Cotoneaster armenus Pojark. – irga armeńska
- Cotoneaster ascendens Flinck & B.Hylmö – irga Wilsona, i. podniesiona
- Cotoneaster assadii Khat.
- Cotoneaster ataensis J.Fryer & B.Hylmö
- Cotoneaster atrovinaceus J.Fryer & B.Hylmö
- Cotoneaster atuntzensis J.Fryer & B.Hylmö
- Cotoneaster aurantiacus J.Fryer & B.Hylmö
- Cotoneaster beimashanensis J.Fryer & B.Hylmö
- Cotoneaster bis-ramianus G.Klotz
- Cotoneaster bradyi E.C.Nelson & J.Fryer – irga Brady'ego
- Cotoneaster brickellii J.Fryer & B.Hylmö
- Cotoneaster browiczii J.Fryer & B.Hylmö
- Cotoneaster bullatus Bois – irga pomarszczona
- Cotoneaster bumthangensis J.Fryer & B.Hylmö
- Cotoneaster burmanicus G.Klotz
- Cotoneaster buxifolius Wall. ex Lindl. – irga bukszpanolistna
- Cotoneaster cambricus J.Fryer & B.Hylmö
- Cotoneaster camilli-schneideri Pojark.
- Cotoneaster campanulatus J.Fryer & B.Hylmö
- Cotoneaster capsicinus J.Fryer & B.Hylmö
- Cotoneaster cardinalis J.Fryer & B.Hylmö
- Cotoneaster chadwellii J.Fryer & B.Hylmö
- Cotoneaster chengkangensis T.T.Yu
- Cotoneaster chingshuiensis Kun C.Chang & Chih C.Wang
- Cotoneaster chuanus J.Fryer & B.Hylmö
- Cotoneaster chulingensis J.Fryer & B.Hylmö
- Cotoneaster chungtiensis J.Fryer & B.Hylmö
- Cotoneaster cinnabarinus Juz. – irga cynobrowa
- Cotoneaster cinovskisii J.Fryer & B.Hylmö
- Cotoneaster coadunatus J.Fryer & B.Hylmö
- Cotoneaster cochleatus (Franch.) G.Klotz – irga łyżeczkowata
- Cotoneaster congestus Baker – irga zagęszczona
- Cotoneaster conspicuus Comber ex C.Marquand – irga wyrazista
- Cotoneaster convexus J.Fryer & B.Hylmö
- Cotoneaster cooperi C.Marquand
- Cotoneaster cordifolius G.Klotz
- Cotoneaster coriaceus Franch. – irga skórzasta
- Cotoneaster × crispii Exell
- Cotoneaster cuspidatus C.Marquand ex J.Fryer & B.Hylmö
- Cotoneaster daliensis J.Fryer & B.Hylmö
- Cotoneaster dammeri C.K.Schneid. – irga Dammera
- Cotoneaster decandrus J.Fryer & B.Hylmö
- Cotoneaster declinatus J.Fryer & B.Hylmö
- Cotoneaster delavayanus G.Klotz
- Cotoneaster delphinensis Chatenier
- Cotoneaster dielsianus E.Pritz. – irga Dielsa
- Cotoneaster divaricatus Rehder & E.H.Wilson – irga rozkrzewiona
- Cotoneaster drogochius J.Fryer & B.Hylmö
- Cotoneaster emeiensis J.Fryer & B.Hylmö
- Cotoneaster encavei J.Fryer & B.Hylmö
- Cotoneaster erratus J.Fryer & B.Hylmö
- Cotoneaster esfandiarii Khat.
- Cotoneaster fangianus T.T.Yu – irga Fanga
- Cotoneaster farreri G.Klotz
- Cotoneaster fastigiatus J.Fryer & B.Hylmö
- Cotoneaster favargeri J.Fryer & B.Hylmö
- Cotoneaster flinckii J.Fryer & B.Hylmö
- Cotoneaster floccosus (Rehder & E.H.Wilson) Flinck & B.Hylmö
- Cotoneaster floridus J.Fryer & B.Hylmö
- Cotoneaster franchetii Bois – irga Francheta
- Cotoneaster frigidus Wall. ex Lindl. – irga oziębła
- Cotoneaster fruticosus J.Fryer & B.Hylmö
- Cotoneaster gamblei G.Klotz
- Cotoneaster ganghobaensis J.Fryer & B.Hylmö
- Cotoneaster genitianus Hurus.
- Cotoneaster glabratus Rehder & E.H.Wilson – irga naga
- Cotoneaster glaucophyllus Franch. – irga sinolistna
- Cotoneaster globosus (Hurus.) G.Klotz
- Cotoneaster goloskokovii Pojark.
- Cotoneaster gracilis Rehder & E.H.Wilson
- Cotoneaster granatensis Boiss.
- Cotoneaster hajastanicus Nersesian
- Cotoneaster harrovianus E.H.Wilson – irga Harrova
- Cotoneaster hebephyllus Diels – irga tępolistna
- Cotoneaster hedegaardii J.Fryer & B.Hylmö
- Cotoneaster hersianus J.Fryer & B.Hylmö
- Cotoneaster hicksii J.Fryer & B.Hylmö
- Cotoneaster hillieri J.Fryer & B.Hylmö
- Cotoneaster hissaricus Pojark. – irga hissarska
- Cotoneaster hjelmqvistii Flinck & B.Hylmö – irga miseczkowata, i. Hjelmqvista
- Cotoneaster hodjingensis G.Klotz
- Cotoneaster horizontalis Decne. – irga pozioma
- Cotoneaster huahongdongensis J.Fryer & B.Hylmö
- Cotoneaster hualiensis J.Fryer & B.Hylmö
- Cotoneaster hylanderi B.Hylmö & J.Fryer
- Cotoneaster hypocarpus J.Fryer & B.Hylmö
- Cotoneaster ichangensis G.Klotz
- Cotoneaster ignavus E.L.Wolf – irga opieszała
- Cotoneaster ignescens J.Fryer & B.Hylmö
- Cotoneaster ignotus G.Klotz – irga winogronowa
- Cotoneaster induratus J.Fryer & B.Hylmö
- Cotoneaster inexspectatus G.Klotz
- Cotoneaster insculptus Diels
- Cotoneaster insignis Pojark.
- Cotoneaster integerrimus Medik. – irga zwyczajna, i. pospolita
- Cotoneaster integrifolius (Roxb.) G.Klotz
- Cotoneaster × intermedius (Lecoq & Lamotte) H.J.Coste
- Cotoneaster kangdingensis J.Fryer & B.Hylmö
- Cotoneaster karatavicus Pojark.
- Cotoneaster kaschkarovii Pojark.
- Cotoneaster kingdonii J.Fryer & B.Hylmö
- Cotoneaster kitaibelii J.Fryer & B.Hylmö – irga Kitaibela
- Cotoneaster konishii Hayata
- Cotoneaster kotschyi (C.K.Schneid.) G.Klotz
- Cotoneaster krasnovii Pojark.
- Cotoneaster kuanensis J.Fryer & B.Hylmö
- Cotoneaster lambertii G.Klotz
- Cotoneaster lancasteri J.Fryer & B.Hylmö
- Cotoneaster langei G.Klotz
- Cotoneaster latifolius J.Fryer & B.Hylmö
- Cotoneaster laxiflorus J.Jacq. ex Lindl. – irga luźnokwiatowa
- Cotoneaster leveillei J.Fryer & B.Hylmö
- Cotoneaster lindleyi Steud. – irga Lindleya
- Cotoneaster luristanicus G.Klotz
- Cotoneaster magnificus J.Fryer & B.Hylmö
- Cotoneaster mairei H.Lév. – irga Maire'a
- Cotoneaster majoricensis L.Sáez & Rosselló
- Cotoneaster marquandii G.Klotz
- Cotoneaster marroninus J.Fryer & B.Hylmö
- Cotoneaster mazandaranicus Niaki & Attar
- Cotoneaster megalocarpus Popov – irga wielkoowockowa
- Cotoneaster meyeri Pojark.
- Cotoneaster microcarpus (Rehder & E.H.Wilson) Flinck & B.Hylmö
- Cotoneaster microphyllus Wall. ex Lindl. – irga drobnolistna
- Cotoneaster milkedandaensis J.Fryer & B.Hylmö
- Cotoneaster miniatus (Rehder & E.H.Wilson) Flinck & B.Hylmö
- Cotoneaster mirabilis G.Klotz & Krugel
- Cotoneaster mongolicus Pojark.
- Cotoneaster monopyrenus (W.W.Sm.) Flinck & B.Hylmö – irga jednopestkowa
- Cotoneaster morrisonensis Hayata
- Cotoneaster morulus Pojark.
- Cotoneaster moupinensis Franch. – irga mupińska, i. jamkowata
- Cotoneaster multiflorus Bunge – irga wielokwiatowa
- Cotoneaster nagaensis G.Klotz
- Cotoneaster nan-shan M.Vilm. ex Mottet – irga wczesna
- Cotoneaster naninitens J.Fryer & B.Hylmö
- Cotoneaster nantouensis J.Fryer & B.Hylmö
- Cotoneaster naoujanensis J.Fryer & B.Hylmö
- Cotoneaster narynensis Tkatsch. ex J.Fryer & B.Hylmö
- Cotoneaster natmataungensis J.Fryer, B.Hylmö & E.C.Nelson
- Cotoneaster nebrodensis (Guss.) K.Koch
- Cotoneaster nedoluzhkoi Tzvelev
- Cotoneaster nefedovii Galushko
- Cotoneaster neoantoninae A.N.Vassiljeva
- Cotoneaster neopopovii Czerep.
- Cotoneaster niger (Ehrh.) Fr. – irga czarna
- Cotoneaster nima-yushijii Niaki & Attar
- Cotoneaster nitens Rehder & E.H.Wilson – irga lśniąca
- Cotoneaster nitidifolius C.Marquand
- Cotoneaster nitidus Jacques
- Cotoneaster nohelii J.Fryer & B.Hylmö
- Cotoneaster nummularioides Pojark. – irga rózgowata
- Cotoneaster nummularius Fisch. & C.A.Mey. – irga pieniążkowa
- Cotoneaster obovatus Wall. ex Dunn
- Cotoneaster obscurus Rehder & E.H.Wilson – irga ciemna
- Cotoneaster ogisui J.Fryer & B.Hylmö
- Cotoneaster omissus J.Fryer & B.Hylmö
- Cotoneaster orbicularis Schltdl.
- Cotoneaster ovatus Pojark.
- Cotoneaster pangiensis G.Klotz
- Cotoneaster pannosus Franch. – irga pannońska, i. wdzięczna
- Cotoneaster paradoxus G.Klotz
- Cotoneaster × parnassicus Boiss. & Heldr.
- Cotoneaster peduncularis Boiss.
- Cotoneaster persicus Pojark.
- Cotoneaster pojarkovae Zakirov
- Cotoneaster poluninii G.Klotz
- Cotoneaster polyanthemus E.L.Wolf – irga licznokwiatowa
- Cotoneaster popovii Pojark.
- Cotoneaster potaninii Pojark.
- Cotoneaster pseudomultiflorus Popov
- Cotoneaster pseudoobscurus J.Fryer & B.Hylmö
- Cotoneaster purpurascens J.Fryer & B.Hylmö
- Cotoneaster qungbixiensis J.Fryer & B.Hylmö
- Cotoneaster raboutensis Flinck, J.Fryer, Garraud, B.Hylmö & J.Zeller
- Cotoneaster racemiflorus (Desf.) Schltdl. – irga groniasta
- Cotoneaster radicans (Dammer ex C.K.Schneid.) G.Klotz
- Cotoneaster rehderi Pojark. – irga Rehdera
- Cotoneaster rhytidophyllus Rehder & E.H.Wilson
- Cotoneaster roborowskii Pojark.
- Cotoneaster rockii G.Klotz
- Cotoneaster roseus Edgew. – irga różowa
- Cotoneaster rosiflorus Kun C.Chang & F.Y.Lu
- Cotoneaster rotundifolius Wall. ex Lindl. – irga okrągłolistna
- Cotoneaster rubens W.W.Sm. – irga czerwona
- Cotoneaster salicifolius Franch. – irga wierzbolistna
- Cotoneaster sandakphuensis G.Klotz
- Cotoneaster sanguineus T.T.Yu
- Cotoneaster saxatilis Pojark.
- Cotoneaster schantungensis G.Klotz
- Cotoneaster schubertii G.Klotz
- Cotoneaster shannanensis J.Fryer & B.Hylmö
- Cotoneaster shansiensis J.Fryer & B.Hylmö – irga Szansijska
- Cotoneaster sherriffii G.Klotz – irga Sherriffa
- Cotoneaster sichuanensis G.Klotz
- Cotoneaster simonsii Baker – irga Simonsa
- Cotoneaster soongoricus (Regel & Herder) Popov
- Cotoneaster soulieanus G.Klotz
- Cotoneaster splendens Flinck & B.Hylmö – irga okazała
- Cotoneaster spongbergii J.Fryer & B.Hylmö
- Cotoneaster staintonii G.Klotz
- Cotoneaster sternianus (Turrill) Boom – irga Sterna
- Cotoneaster suavis Pojark. – irga słodka
- Cotoneaster subacutus Pojark.
- Cotoneaster subadpressus T.T.Yu
- Cotoneaster submultiflorus Popov – irga nibywielokwiatowa
- Cotoneaster svenhedinii J.Fryer & B.Hylmö
- Cotoneaster sylvestrii Pamp. – irga hupejska, i. Veitcha
- Cotoneaster taiwanensis J.Fryer & B.Hylmö
- Cotoneaster talgaricus Popov
- Cotoneaster tanpaensis J.Fryer & B.Hylmö
- Cotoneaster taofuensis J.Fryer & B.Hylmö
- Cotoneaster tardiflorus J.Fryer & B.Hylmö
- Cotoneaster tauricus Pojark. – irga krymska
- Cotoneaster taylorii T.T.Yu
- Cotoneaster teijiashanensis J.Fryer & B.Hylmö
- Cotoneaster tengyuehensis J.Fryer & B.Hylmö – irga tengieheńska
- Cotoneaster tenuipes Rehder & E.H.Wilson – irga cienkoszypułkowa
- Cotoneaster thimphuensis J.Fryer & B.Hylmö
- Cotoneaster tjuliniae Pojark. ex Peschkova
- Cotoneaster tomentosus (Aiton) Lindl. – irga kutnerowata, i. owłosiona
- Cotoneaster transcaucasicus Pojark.
- Cotoneaster tripyrenus J.Fryer & B.Hylmö
- Cotoneaster tsarongensis J.Fryer & B.Hylmö
- Cotoneaster turbinatus Craib – irga bąkowata
- Cotoneaster turcomanicus Pojark. – irga turkmeńska
- Cotoneaster tytthocarpus Pojark.
- Cotoneaster undulatus J.Fryer & B.Hylmö
- Cotoneaster uniflorus Bunge – irga jednokwiatowa
- Cotoneaster vandelaarii J.Fryer & B.Hylmö
- Cotoneaster verokotschyi J.Fryer & B.Hylmö
- Cotoneaster verruculosus Diels
- Cotoneaster villosulus (Rehder & E.H.Wilson) Flinck & B.Hylmö – irga kosmata
- Cotoneaster wanbooyensis J.Fryer & B.Hylmö
- Cotoneaster wardii W.W.Sm. – irga Warda
- Cotoneaster washanensis J.Fryer & B.Hylmö
- Cotoneaster wattii G.Klotz
- Cotoneaster yakuticus J.Fryer & B.Hylmö
- Cotoneaster yalungensis J.Fryer & B.Hylmö
- Cotoneaster yinchangensis J.Fryer & B.Hylmö
- Cotoneaster yui J.Fryer & B.Hylmö
- Cotoneaster yulingkongensis J.Fryer & B.Hylmö
- Cotoneaster zabelii C.K.Schneid. – irga Zabela
- Cotoneaster zangezuricus Nersesian
- Cotoneaster zeravschanicus Pojark.